# Loudervielle
Loudervielle is een gemeente in het Franse departement Hautes-Pyrénées (regio Occitanie) en telt 60 inwoners (2009). De plaats maakt deel uit van het arrondissement Bagnères-de-Bigorre.

## Geografie
De oppervlakte van Loudervielle bedraagt 5,1 km², de bevolkingsdichtheid is dus 11,8 inwoners per km² Het dorp ligt aan de weg D618, de weg van de Col de Peyresourde.

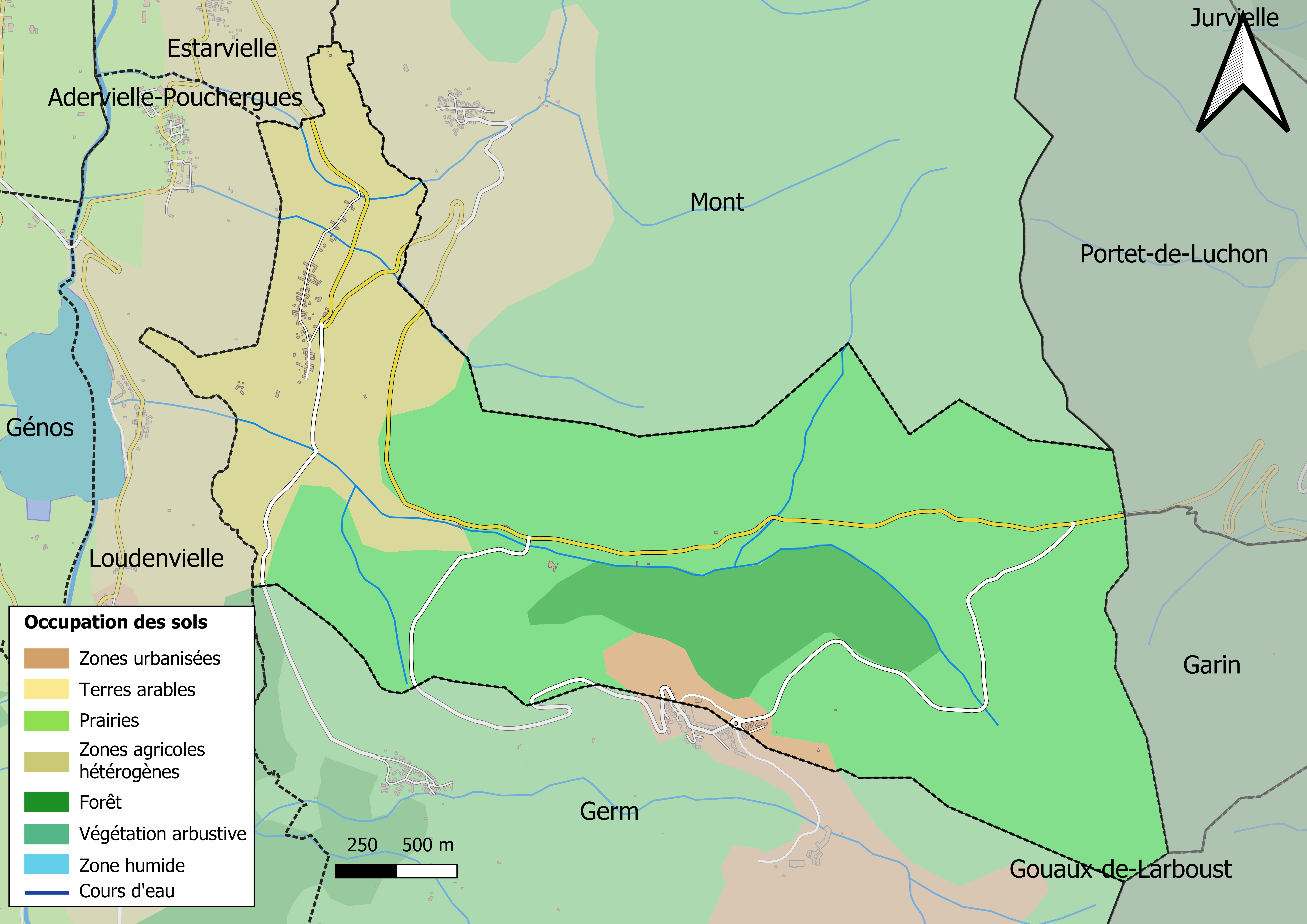
Kaart van de gemeente met belangrijkste infrastructuur, bodemgebruik en omliggende gemeenten

## Demografie
Onderstaande figuur toont het verloop van het inwonertal (bron: INSEE-tellingen).

## Geschiedenis
Van origine is Loudervielle, net zoals vele dorpen in Vallee du Louron, een boerendorp. Bewoners hadden vee en waren grotendeels zelfredzaam. Het boerenbedrijf is flink afgenomen vanwege het ontbreken van opvolging (vader-zoon). Tegenwoordig zijn recreatie en toerisme in opkomst. Zo zijn er veel vakantiehuisjes in het dorp.
Loudervielle heeft decennialang een Nederlandse priester gekend. De van oorsprong West-Friese Jac. Ligthart uit Lutjebroek heeft ruim 50 jaar geleefd en gewoond in Loudervielle. Het dorp kende daardoor veel bezoekers uit Nederland (familie en vrienden). Vanuit Loudervielle verzorgde de pastoor ook de missen in alle parochies van de vallei (o.a. Loudenvielle, Germ, Adervielle, Artigalongue, Genos, Mont, Avajan en Armenteule).